# Zwergdeckelschnecken
Die Zwergdeckelschnecken (Sadleriana) sind eine Gattung kleiner im Süßwasser lebender Schnecken aus der Familie der Wasserdeckelschnecken (Hydrobiidae).

## Verbreitung
Die Arten der Gattung leben in Quellen und Bächen bzw. kleinen Flüssen mit klarem, sauberem Wasser, seltener in Höhlen oder im Grundwasser. Die Verbreitung reicht von Nord-Italien über Slowenien und Kroatien bis Bosnien-Herzegowina. Eine Art kommt sehr lokal in Deutschland (München), eine weitere lokal in Bulgarien vor.

## Arten
Sieben Arten mit zwei Unterarten sind anerkannt. Aufgrund der schwierigen Unterscheidung der einzelnen Arten, die vorwiegend aufgrund der Geschlechtsorgane oder über Sequenzierung der DNA erfolgt, sind unter Umständen noch neue, bisher unbeschriebene Arten zu erwarten.
- Bayerische Zwergdeckelschnecke (Sadleriana bavarica Boeters, 1989)
- Sadleriana bulgarica (A. J. Wagner, 1928)
- Sadleriana cavernosa Radoman, 1978
- Fluss-Zwergdeckelschnecke (Sadleriana fluminensis (Küster, 1853))
- Sadleriana sadleriana (Frauenfeld, 1863)
  - Sadleriana sadleriana sadleriana (Frauenfeld, 1863)
  - Sadleriana sadleriana robici (Clessin, 1890)
- Schmidts Zwergdeckelschnecke (Sadleriana schmidtii (Menke, 1849))
- Sadleriana supercarinata (Schütt, 1969)

Synonyme:
- Sadleriana pannonica (Frauenfeld, 1865) ist ein Synonym von Bythinella pannonica (Frauenfeld, 1865)(Pannonische Quellschnecke).